# Kamelot
Kamelot és un grup d'origen de power metal d'origen estatunidenc/europeu de Tampa, Florida, format pel guitarrista Thomas Youngblood i el bateria Richard Warner el 1991. L'any 1998 el cantant noruec Roy Khan s'uní a la banda i compartiren amb Youngblood la creació de noves cançons fins a la seva marxa l'any 2011. Un any més tard anunciaren que les veus serien substituïdes pel cantant suec Tommy Karevik, que s'estrenà amb el disc Silverthorn com a vocalista principal i coautor de les lletres de les cançons.
Fins avui, 2018, Kamelot ha tret 12 àlbums d'estudi (excloent les reedicions), 2 àlbums en directe, 1 Live DVD i 21 vídeos. El seu últim àlbum d'estudi és The Shadow Theory, sortit l'abril de 2018 amb la discogràfica Napalm Records.

## Actuals
- Tommy Karevik  - Vocalista
- Thomas Youngblood  - Guitarrista
- Sean Tibbets  - Baixista
- Oliver Palotai  - Teclats
- Johan Nunez - Bateria

## Ex membres
- Casey Grillo  - Bateria fins a 2018
- Roy Khan  - Vocalista fins a 2011
- Glenn Barry  - Baixista fins a 2009
- Mark Vanderbilt  - Vocalista fins a 1997
- Ricard Warner  - Bateria
- David Pavlicko - Teclista

## Biografia
Kamelot sorgeix com grup en Tampa, Miami en 1991. Format pel guitarrista Thomas Youngblood i el bateria Richard Warner. Després de gravar diverses maquetes, trien com altres músics al baixista Sean Tibbets i al cantant Mark Vanderbilt. D'aquesta primera formació és baixa Sean Tibbets i és substituït per Glen Barry. També s'afig al grup un teclista, David Pavlicko.
En 1994 signatura un contracte amb Noise Records i és en l'any següent quan s'edita Eternity. Aquest debut és elogiat per la premsa com un dels més prometedors de l'any i en ell la influència de Queensrÿche és més que notable. Un any després apareix Dominion, en el qual s'aprecien nous elements.
Després de la marxa de Mark Vanderbilt i Richar Warner, entren a formar part de la banda l'exvocalista de Conception, Roy Khan, i un jove Casey Grill a la bateria. Amb aquesta nova formació es grava Siége Perilous, editat en 1998. A aquest disc li va seguir una intensa gira per Europa.
Un any després Kamelot, sense David Pavlicko, grava en els estudis Gate i sota la producció de Sascha Paeth, The Fourth Legacy. La nova producció, que no abandonaren en cap dels seus nous discos i les aportacions de Khan tant en les composicions com a l'hora de cantar fan d'aquest disc un punt d'inflexió en la seua carrera. Si bé fins al moment les influències de la música progressiva eren més que evidents, amb aquest disc el grup gira cap a un vessant molt més orientat cap al *power metall.
En l'estiu del 2000, apareix el primer àlbum en viu de Kamelot, The Expedition. Va Ser gravat durant el New Allegiance Tour, gira que va recórrer Alemanya, Àustria, Suïssa, Holanda, Bèlgica, Itàlia, Grècia i Espanya. A part de les cançons en viu que conformen el disc, es van afegir tres rareses. En 2001 i també sota la batuta de Sascha Paeth i Mire, es grava Karma, on es mostra que l'aposta pel power metal és sòlida i cançons com "Forever" o la cançó que dona títol a l'àlbum, "Karma", es converteixen en imprescindibles en els seus concerts. Un nou tour mundial serveix per a presentar l'àlbum.
Després de l'èxit de Karma en 2003 apareix Epica, un disc conceptual inspirat en el Faust de Goethe. Epica també suposa un nou èxit per al grup, que recorre Europa, Japó, Mèxic i Estats Units per a presentar-lo. Després d'aquest disc, el contracte amb Noise Records expira i Kamelot fitxa per la discogràfica alemanya SPV. A l'estiu de 2004 es grava The Black Hale, la segona part de Epica i una nova gira duu a Kamelot al voltant del món. Durant aquesta gira s'estableix com nou membre de la banda Oliver Palotai com teclista i guitarrista de suport. D'aquest disc es graven els dos primers videoclips de la banda, "March of Mephisto" i "The Haunting". The Black Hale compta amb les intervencions de Shagrath, el vocalista de Dimmu Borgir, Jens Johansson de Stratovarius i Simone Simons, de Epica. La temàtica del disc, si bé segueix la línia del Fausto de Goethe, aporta idees dels compositors, Roy Khan i Youngblood, sobre religió i política, creuant la història de Fausto amb el temps actual.
Emmarcat The Black HaleWorld Tour, 2006 apareix One Cold Winter's Night, àlbum en viu d'un concert que van donar en el Rockefeller Music Hall d'Oslo, Noruega, país del que procedeix Roy Khan. En ell es mostra la gran posada en escena de la banda tant musicalment com a nivell d'imatge.
Un nou disc del grup apareix en 2007, Ghost Opera, que mostra un Kamelot més fosc. Les noves cançons s'allunyen de la velocitat que els van fer famosos i es dona pas a estructures més complexes, on la música progressiva té de nou gran importància. Les composicions van des del power metall a la música gòtica, passant pel rock industrial. D'aquest disc s'han gravat tres videoclips fins al moment, "Ghost Opera", "The Human Stain" i "Rule the World"; aquest últim és, en paraules de Youngblood, "un dels millors si no el millor videoclip de Kamelot". Una nova gira ha recorregut el món duent *Ghost Opera en 2007 i en 2008, la segona part d'aquesta gira tornarà a Europa.
En 2008 es presenta la reedició de Ghost Opera. A més de diverses rareses, inclou preses en directe de cançons d'aquest àlbum i de The Black Halo, gravades durant l'actuació que van realitzar el 2 d'abril de 2007 en Belgrad.
Després del llançament de nous vídeos com l'esperat Love you to Death, al Gener de 2009 s'anuncia la sortida del baixista Glenn Barry, ja que aquest volia passar més temps amb la família. El seu reemplaçament no serà gaire difícil, ja que l'escollit serà Sean Tibbets, qui ja havia col·laborat en diferents gires amb el grup.
Al setembre de 2010 la banda llençarà el seu disc Poetry for the Poisoned, seguint la línia de Ghost Opera, és a dir, evolucionant cap a cançons i lletres més obscures i misterioses.
Un mes més tard, però, es confirma que el carismàtic vocalista Roy Khan pateix un fràgil estat de salut, patint depressió i atacs de pànic. Temporalment quedà apartat de la banda, fet que durant la gira del "Pandemonium Tour" quedà substituït per Fabio Lione, cantant de la banda italiana Rhapsody of Fire.
Després d'aquest impàs, va arribar el que tots els fans temien. L'Abril de 2011, Roy Khan anuncia a través de la seva pàgina web personal que abandona definitivament Kamelot.
Un any més tard, el 2012, Kamelot anunciaria l'arribada del nou cantant, Tommy Karevik. Roy Khan seria molt difícil de substituir, ja que la seva carismàtica veu aportava quelcom especial a Kamelot. De totes maneres, Tommy Karevik ha sabut continuar el seu llegat aportant un estil més que semblant a les noves cançons i a la nova era de Kamelot.
Així doncs, el 2012 el nou disc Silverthorn seria l'estrena oficial d'aquest jove talent suec.
El pròxim capítol de la banda s'escrigué a partir del seu següent àlbum, Haven (2015), arrivant a noves fites amb melodies èpiques i un so altament emocional. Com si aquest nou àlbum fos una banda sonora per una experiència brutal, que transporta melancolia obscura, metal agressiu i melodies que sacsegen l'ànima. El nou treball fou produït per Sascha Paeth i convidats notoris com Alissa White-Gluz (Arch Enemy), Troy Donockley (Nightwish) i Charlotte Wessels (Delain) que van donar a Haven un punt extra de màgia.
L'última publicació de la discografia de Kamelot és el nou The Shadow Theory (2018), un thriller psicològic que porta l'oïent per un laberint d'emocions i pics musicals que de ben segur serà la perla de la llarga i reeixida trajectòria de la banda de Tampa.

## Discografia

### Àlbums
- Eternity (1995)
- Dominion (1997)
- Siege Perilous (1998)
- The Fourth Legacy (1999)
- The Expedition (2000) (Directe)
- Karma (2001)
- Epica (2003)
- The Black Halo (2005)
- One Cold Winter's Night (2006) (Directe)
- Ghost Opera (2007)
- Myths & Legends of Kamelot (2007) (Recopilatori)
- Ghost Opera - The Second Coming (2008) (Reedició)
- Poetry for the Poisoned (2010)
- Poetry for the Poisoned & Live from Wacken (2011)
- Silverthorn (2012)
- Haven (2015)
- The Shadow Theory (2018)

### DVD
- One Cold Winter's Night (2006) [Live DVD]
- I Am The Empire (2020) [Live DVD]

### Vídeos
- The March of Mephisto (2005)
- The Haunting (Somewhere in Time) (2005)
- Ghost Opera (2007)
- Human Stain (2007)
- Rule The World (2008)
- Love you to Death (2009)
- Pendulous Fall (2009)
- Serenade (2009)
- The Great Pandemonium (2010)
- Hunter's Season (2011)
- Necropolis (2011)
- Sacrimony (Angel of Afterlife) (2012)
- My Confession (2013)
- Falling like the Farenheit (2014)
- Insomnia (2015)
- Liar Liar (Wasteland Monarchy) (2015)
- My Therapy (2016)
- Under Grey Skies (2017)
- RavenLight (2018)
- Phantom Divine (Shadow Empire) (2018)
- Amnesiac (2018)